# توماس هاريسون مونتجومري جونيور
توماس هاريسون مونتجومري جونيور (بالإنجليزية: Thomas Harrison Montgomery, Jr.)‏ هو عالم العنكبوتيات ‏ وأستاذ جامعي وعالم طيور وأستاذ مساعد أمريكي، ولد في 5 مارس 1873 في نيويورك في الولايات المتحدة، وتوفي في 1912 في فيلادلفيا في الولايات المتحدة بسبب ذات الرئة.